# Сокол и студентки
«Сокол и студентки» (англ. The Falcon and the Co-eds) — американский детективный фильм с элементами комедии режиссёра Уильяма Клеменса, который вышел на экраны в 1943 году.
Это седьмой из шестнадцати фильмов об учтивом джентльмене и детективе-любителе Томе Лоуренсе, известном как Сокол. Как и в трёх предыдущих фильмах цикла роль Сокола сыграл Том Конуэй. На этот раз Сокол расследует убийство профессора литературы в элитной частной школе для девушек, за которым вскоре следует убийство директора этой школы. Среди подозреваемых оказываются доктор психологии (Джордж Живо), преподавательница драматического искусства (Джин Брукс), а также психически неуравновешенная студентка с паранормальными способностями (Рита Кордэй), однако Сокол в итоге находит истинного убийцу.
Этот фильм категории В получил преимущественно позитивные оценки современных кинокритиков как один из лучших в киноцикле о Соколе.
Команда в составе режиссёра Клеменса и продюсера Мориса Герати сделала также предыдущий фильм цикла «Сокол в опасности» (1943) и сделает следующий фильм «Сокол отправляется на Запад» (1944).

## Сюжет
Учащаяся элитной школы для девушек «Блюклифф» Джейн Харрис (Амелита Уорд) звонит в полицейский участок, выясняя, где она может найти детектива Тома Лоуренса по прозвищу Сокол, которого она разыскивает в связи с убийством. Дождавшись Тома (Том Конуэй) у подъезда его дома, Джейн садится к нему в машину, напоминая ему о романе, который у него был три года назад с её матерью, известной актрисой. Джейн рассказывает Тому, что в школе, где она учится, был убит профессор Джеймисон, хотя, официально было объявлено, что он умер от сердечной недостаточности. Она настаивает на том, что это было убийство, подтверждая свои слова тем, что её соседка по комнате Маргарита, которая обладает даром ясновидения, предсказала его. По словам Джейн, в школе все очень любили профессора, поэтому невозможно представить, кто его убил. Когда Том собирается подняться в квартиру, чтобы выпить и спокойно продолжить разговор, подъезжают инспектор полиции Тимоти Донован (Клифф Кларк) и детектив Бейтс (Эдвард Гэрган) с намерением проверить звонок об убийстве. Пока Том объясняет детективам, что это выдумка юной студентки, Джейн пересаживается за руль его машины и уезжает. Решив самостоятельно разобраться с тем, что происходит, Том отправляет детективов в другую школу.
На следующий день Том на автобусе добирается до деревни Блюклифф, откуда под видом отца одной из студенток на фирменной машине школы доезжает до места. Прибыв на территорию школы, Том обходит учебные классы в поисках Джейн. Наконец, он находит её на уроке психологии, который ведёт доктор Грейлих (Джордж Живо). Когда Том заходит в класс, Джейн представляет его как известного психиатра из Оксфорда. По просьбе Грейлиха Том начинает читать глубокомысленную лекцию, когда на урок заходит директор школы, мисс Киз (Барбара Браун) со студенткой (Патти Брилл), которая заявляет, что Том не её отец. После этого в кабинете у директора в присутствии Грейлиха Том представляется своим настоящим именем, заявляя, что он специальный страховой следователь и прибыл для расследования обстоятельств смерти профессора Джеймисона, так как в его компанию поступила анонимная информация по делу, требующая проверки. Грейлих утверждает, что нет никаких оснований сомневаться в причинах смерти Джеймисона, на что Том отвечает, что получил информацию о предсказании, которое сделала Маргарита. Грейлих подтверждает, что у Маргариты действительно бывают видения, но они не имеют никакой связи с реальностью, а какие-либо совпадения являются просто случайностью. Услышав, что её фамилия Серена, Том вспоминает, что отец Маргариты был известным композитором, который утонул год назад. Грейлих подтверждает это, добавляя, что отец Серены был безумным и есть все основания полагать, что он покончил жизнь самоубийством. После ухода Грейлиха заходит телефонистка, сообщая мисс Киз, что в комнату профессора Джеймисона кто-то позвонил. Кис и Том идут в коттедж профессора, где Том обнаруживает спрятавшуюся учительницу музыки Мэри Фебус (Изабель Джуэлл). Она объясняет, что пришла, чтобы забрать стихотворения Джеймисона, опасаясь, что их могут украсть. Не веря в такое объяснение, Том, тем не менее, забирает тетрадку стихов себе для исследования, после чего Мэри уходит. Появившийся Грейлих признаёт, что это он подписал сертификат о смерти Джеймисона.
В поисках Джейн Том приходит в школьный дом культуры, где идёт репетиция в связи с театральным фестивалем, которой руководит преподавательница драматического искусства Вики Гейнс (Джин Брукс). Мэри, которая помогает Вики, говорит, что она освободила Маргариту от репетиции, так как у той было очередное смертельное видение, связанное с фехтовальной рапирой. Вики не верит ни в какие предсказания. Тем временем Том выясняет у Джейн, что она оставила его машину в деревне. Далее Джейн заявляет, что опасается говорить с ним в зрительном зале, так как это может привлечь внимание мисс Гейнс, которая, по словам Джейн, знала профессора лучше всех. К ним подходит Вики, которой Джейн представляет Тома как друга семьи. После её ухода Джейн заявляет, что Маргарита предсказал ещё одну смерть. Она сказала, что это будет кто-то из взрослых, и потому Джейн опасается за жизнь Тома. Выходя из дома культуры, Том случайно замечает, как Грейлих и Вики о чём-то тайно шепчутся, и она заявляет, что как-нибудь со всем справится.
Том решает проследить за Вики, которая на велосипеде едет в деревню и направляется в похоронное бюро. Когда там же появляется Том, Вики под надуманным предлогом пытается выпроводить его. Том же запирает двери в контору, оставляя Вики на улице, чтобы поговорить наедине с хозяином бюро Юстасом Херли (Иэн Волф). Пройдя в его кабинет, Том вынужден преодолеть сопротивление Юстаса, который в итоге сознаётся, что Джеймисон умер от передозировки снотворного, которое хранится у него в кабинете. Однако он утверждает, что не имеет к этому никакого отношения и не подписывал сертификат о смерти. Это сделал доктор Грейлих на том основании, что самоубийство навредит репутации школы. Выйдя из похоронного бюро, Том предлагает Вики подвезти её до школы. Остановив машину в уединённом месте у обрыва, Том читает Вики лирические стихи из тетради Джеймисона, которые тот посвятил «В.Г.», а затем просит её рассказать всё, что ей известно. Она сообщает, что Джеймисон был в неё влюблён, и это могло стать причиной его самоубийства, так как она его не любила и лишь сочувствовала ему как одинокому человеку. По её словам, мисс Киз и доктор Грейлих объявили всем, что это был несчастный случай.
Вечером в клубе открывается театральный фестиваль. Перед началом мероприятия Грейлих объясняет Тому, что сфальсифицировал сертификат ради мисс Киз, которая опасалась за репутацию школы. Кроме того, информация о самоубийстве могла сделать достоянием общественности тот факт, что как он, так и Джеймисон проявляли интерес к Вики Гейнс. Чтобы избежать огласки, Грейлих предупредил Юстаса о визите Тома. Тем временем в клуб прибывают детективы Донован и Бейтс, которым Том заявляет, что профессор Джеймисон был убит, и если они ему дадут время, то скоро он назовёт имя убийцы. Во время концерта неожиданно объявляется, что номер с участием Маргариты не состоится. Когда Том выходит из зала, раздаётся крик Маргариты (Рита Кордэй), которая склонилась на телом убитой мисс Киз. Детективы просят собравшихся студенток удалиться и продолжить концерт, а Вики обнаруживает поблизости рапиру, которая стала орудием убийства. Пока детективы начинают опрос свидетелей, Маргарита незаметно убегает, и Том следует за ней.
Он видит, как в гостиной комнате Маргарита рисует какие-то знаки и слушает концерт своего отца. Зашедшему Тому девушка объясняет, что долгое время от неё скрывали, что её отец был безумен. Том же объясняет ей, что её отец был талантлив, и, может быть, потому многим казался странным. Маргарита говорит, что понимает, что она не такая, как остальные люди, однако Том уговаривает её отказаться от подобных мыслей, а то она и правда сойдёт с ума. Увлечённая звуком ветра, Маргарита его не слышит, и постепенно у неё разыгрывается воображение до такой степени, что Том вынужден её унять. Когда они слышат, что концерт закончился, Маргарита убегает, а Том забирает её рисунок с символами и направляется к Грейлиху. Осматривая его комнату, Том обращает внимание на фотографию преподавателей школы, сделанную во время круиза, а также находит у него карточки с некоторыми из символов, которые рисовала Маргарита. Вскоре появляется Грейлих, который поясняет, что использует эти карточки для тестов на экстрасенсорные способности. И, согласно его тестам, у Маргариты есть признаки ясновидения.
Том говорит ему, что убийство Киз служит доказательством того, что и смерть Джеймисона не была самоубийством. И в этом случае, учитывая его интерес к Вики, Грейлих становится естественным подозреваемым. Рассмотрев на стене европейский диплом Грейлиха, Том заявляет ему, что диплом поддельный и тот находится в стране нелегально. Грейлих на это заявляет, что у него всё законно, так как он женился на американке. Однако он вынужден держать свой брак в тайне, так как мисс Киз не разрешала преподавателям вступать в брак между собой. Хотя Грейлих отказывается назвать имя своей жены, вскоре в комнату врывается Вики, и Том ещё раз убеждается в их тесной связи.
Затем Том и детективы в кабинете мисс Киз ловят Джейн, которая пыталась выкрасть письмо директора о её отчислении, так как она провалила экзамен по литературе у профессора Джеймисона. Понимая, что это не имеет отношение к убийству, Том, отшлёпав Джейн по попе, отпускает её. В этот момент раздаётся выстрел, и детективы вместе с Томом вынуждены пригнуться к полу. Выйдя во двор, Том замечает женскую фигуру, которая скрывается в здании общежития. Проследовав вслед за ней, Том натыкается в тёмном коридоре на Вики, которая утешает рыдающую Мэри. В комнате Вики Том видит точно такую же фотографию, которая была у Грейлиха. Вики подтверждает, что во время круиза в Европу она познакомилась с доктором Грейлихом, они полюбили друг друга и обручились.
На следующий день в кабинете миссис Киз инспектор Донован сообщает Вики и Грейлиху, что по завещанию мисс Киз, всё её имущество, включая землю и школу, переходит к Вики. После этого Донован излагает свою версию событий: сначала Грейлих убил профессора Джеймисона, который был его соперником, а затем — и мисс Киз, чтобы вместе с Вики унаследовать школу. Когда инспектор собирается задержать Грейлиха и Вики за убийство, Том говорит, что у него нет никаких доказательств для ареста. После этого инспектор приглашает в кабинет Маргариту, которую вчера вечером никто не мог найти. Мэри заявляет, что видела, что Маргарита простояла минуту над телом мисс Киз прежде, чем закричать. Пребывая в неадекватном состоянии, Маргарита вдруг говорит, что, может быть, она и убила мисс Киз, а также Джеймисона и многих других, но она ничего об этом не помнит, после чего говорит, что, возможно, она сумасшедшая. Она начинает рыдать, но доктор Грейлих успокаивает её.
Хотя допрашивать её невозможно, инспектор решает временно задержать девушку. Когда детектив Бейтс ведёт её через двор, Маргарита вдруг вырывается и убегает. Другие девушки говорят, что она направилась к обрыву и может спрыгнуть. Целая толпа бросается в погоню вслед за ней. Тем временем Том следит за Вики, которая достала из шкафа пистолет и положила его в сумочку. Около обрыва Том догоняет Вики и отбирает у неё пистолет, убеждаясь в том, что в последнее время из него никто не стрелял. Вики утверждает, что взяла пистолет, чтобы защититься от убийцы. Она рассказывает Тому, что они с Грейлихом так и не поженились. Когда она поняла, что он хотел использовать её для того, чтобы попасть в Америку, Вики разорвала помолвку. Том заявляет, что тем не менее Грейлих на ком-то женился, и скорее всего, это была Мэри, которая также участвовала в круизе. В этот момент подбегает Грейлих, который подтверждает, что действительно женился на Мэри, но только ради того, чтобы попасть в Америку. Он заявляет, что не любит Мэри, а любит Вики, Мэри знала об этом, и такая ситуация её устраивала.
Наконец разобравшись в чём дело, Том предлагает поторопиться, пока не произошло ещё одно убийство. По дороге он говорит, что Мэри, выйдя замуж за Грейлиха, видимо, рассчитывала со временем завоевать его любовь. Однако после возвращения в школу она увидела, насколько Грейлих и Вики любят друг друга. Смотреть ей на это было невыносимо. От ревности она потеряла рассудок и спланировала всё это дело, чтобы рассчитаться с обоими. Мэри убила профессора таким образом, чтобы полиция заподозрила Грейлиха и Вики в этом убийстве. А затем она убила мисс Киз, которая оставалось единственной, кто знал о том, что профессор Джеймисон умер не своей смертью.
Тем временем около обрыва Маргарита оказывается наедине с Мэри, заявляя ей, что видела, как та стояла над телом убитой мисс Киз с рапирой в руке. Когда Маргарита подходит к самому краю обрыва, Мэри говорит ей, что та безумна, как и её отец. Мэри убеждает Маргариту в том, что для неё, как и для её отца, единственным выходом является море, подталкивая её к тому, чтобы прыгнуть с обрыва. Когда, заметив их, Том окликает Маргариту, Мэри в испуге оборачивается и подает с обрыва, а Том успевает удержать Маргариту.
После завершения дела Том уезжает из школы, встречая приехавшую мать Джейн, молодая коллега которой просит его помочь раскрыть убийство в их театре.

## В ролях
- Том Конуэй — Том Лоуренс
- Джин Брукс — Вики Гейнс
- Рита Кордэй — Маргарита Серена
- Амелита Уорд — Джейн Харрис
- Изабель Джуэлл — Мэри Фибус
- Джордж Живо — доктор Анатоль Грейлих
- Клифф Кларк — инспектор Тимоти Донован
- Эдвард Гэрган — детектив Бейтс
- Барбара Браун — мисс Кейс
- Дороти Мэлоун — Дороти, студентка (в титрах не указана)

## Создатели фильма и исполнители главных ролей
Фильм основан на рассказе Ардела Рэя, известного сценариями культовых психологических хорроров продюсера Вэла Льютона «Я гуляла с зомби» (1943), «Человек-леопард» (1943) и «Остров мертвых» (1945) который также был одним из сценаристов этого фильма.
Режиссёр Уильям Клеменс в период с 1936 по 1947 год поставил в общей сложности 33 фильма категории В, среди которых четыре фильма популярной серии семейных детективных комедий про девушку-детектива Нэнси Дрю 1938—1939 годов, криминальная драма «Школа преступности» (1938), драматический триллер «Остров дьявола» (1939), три фильма про детектива-любителя по прозвищу Сокол 1943—1944 годов, а также фильм нуар из серии про Свистуна «Тринадцатый час» (1947).
Актёр Том Конуэй сыграл роль Сокола в десяти фильмах киноцикла 1942—1946 годов. Он также сыграл главные роли в таких признанных фильмах ужасов, как «Люди-кошки» (1942), «Я гуляла с зомби» (1943) и «Седьмая жертва» (1943).
Главную женскую роль в фильме сыграл Джин Брукс, известная также по картинам «Человек-леопард» (1943), «Седьмая жертва» (1943), «Сокол в опасности» (1943), «Сокол в Голливуде» (1944).
Этот фильм стал экранным дебютом Дороти Мэлони, которая позже стала признанной актрисой под именем Дороти Мэлоун.

## История создания фильма
Это седьмой из шестнадцати фильмов киноцикла о светском сыщике-любителе по прозвищу Сокол.
Фильм находился в производстве с 17 августа до середины сентября 1943 года и в том же году вышел на экраны.

## Оценка фильма критикой
Как написал историк кино Джон Пим, «несмотря на отталкивающее название, это привлекательный маленький триллер, в котором Сокол расследует убийство в школе для девочек, где атмосфера страха и отвращения сосредоточена на девочке со вторым зрением, в то время как она сама доведена до самоубийственного отчаяния своими предсказаниями об убийстве… Прекрасно прописанный с некоторыми ярко выраженными жутковатыми штрихами (скорее благодаря операторской работе Джея Роя Ханта, чем режиссуре Клеменса), этот фильм — один из лучших в цикле».
Историк кино Дерек Уиннерт также полагает, что «этот быстро развивающийся фильм категории В от RKO Pictures немного превосходит по качеству уровень других фильмов о Соколе». По мнению современного историка кино Денниса Шварца, «это очень приятная небольшая картина». Как отмечает киновед, «Клеменс мастерски справляется с режиссурой, в то время как оператор Дж. Рой Хант проделывает выдающуюся работу, запечатлевая атмосферу страха в кампусе элитного женского колледжа».
С другой стороны, киноведы Ричард Джуэлл и Вернон Харбин считают, что фильму мешают некоторые избыточные и необоснованные «повороты и отступления в повествовании», что говорит о «небрежности» его создателей.